# Planeta de hierro
Un planeta de hierro es un tipo de planeta que consiste principalmente de un núcleo rico en hierro con poco o ningún manto. Mercurio es el mayor cuerpo celeste de este tipo en nuestro sistema solar, pero probablemente existen exoplanetas de hierro puro aún más grandes por descubrir.

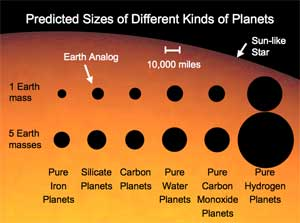
Comparación de tamaños de los planetas con [http://www.nasa.gov/centers/goddard/news/topstory/2007/earthsized_planets.html diferentes composiciones

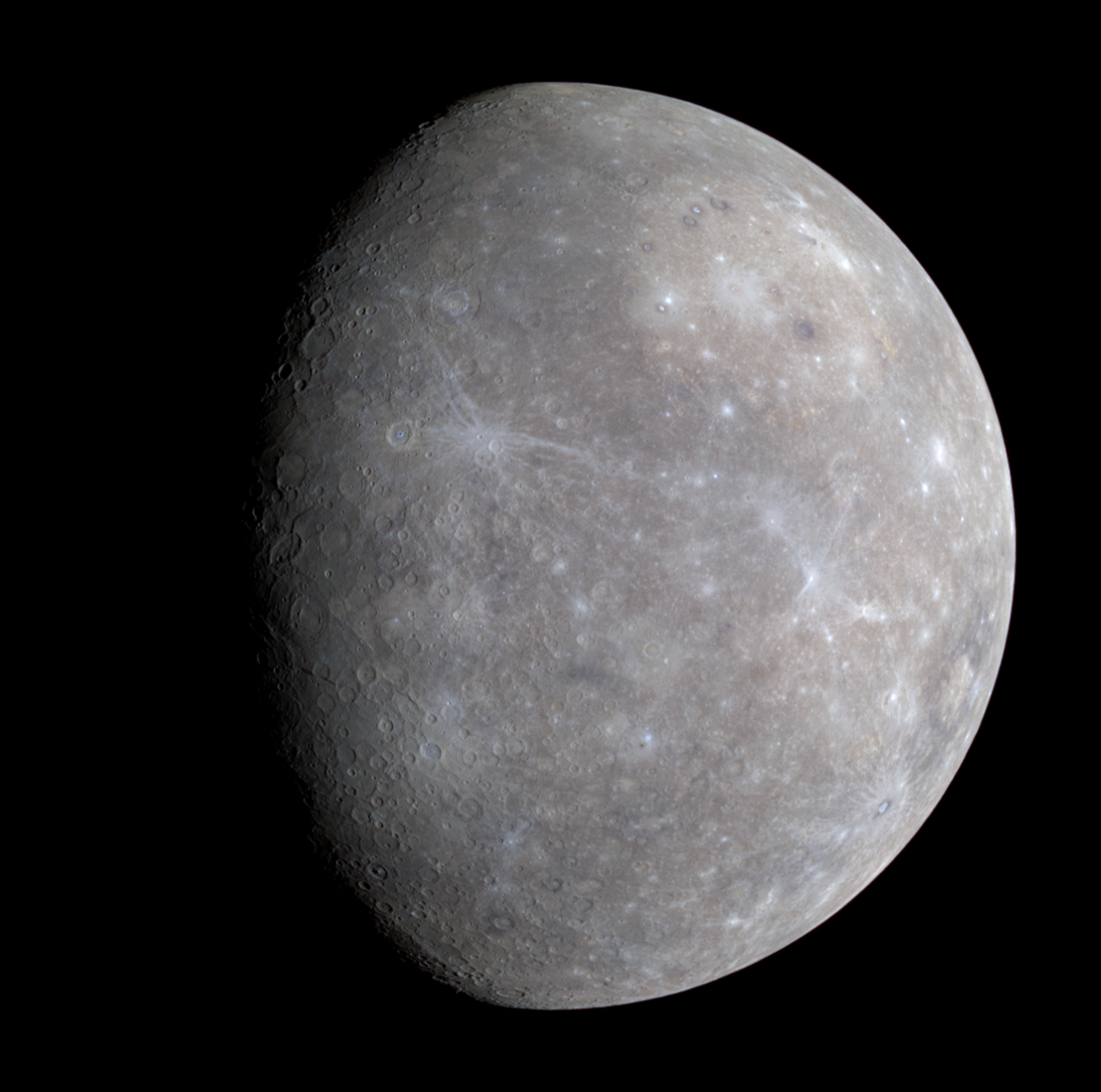
Mercurio.

## Origen
Los planetas con el núcleo de hierro pueden ser los restos de planetas rocosos de metal normal compuestos de silicatos cuyos mantos rocosos fueron despojados por impactos gigantes de asteroides. Los modelos actuales de formación planetaria predicen que los planetas ricos en hierro se forman en órbitas cercanas u orbitando alrededor de estrellas masivas en el disco protoplanetario, presumiblemente compuestos con materiales ricos en hierro.

## Características
Los planetas de hierro puro son más pequeños y más densos que otros tipos de planetas de masa comparable. Tales planetas no tendrían placas tectónicas o fuertes campos magnéticos porque se enfrían rápidamente después de la formación.